# سیارک ۴۷۰۰
سیارک ۴۷۰۰ (به انگلیسی: 4700 Carusi، نامگذاری:1986VV6) چهار هزار و هفتصدمین سیارک کشف شده‌است که در ۶ نوامبر ۱۹۸۶ کشف شد.
قدر مطلق سیارک برابر ۱۲٫۸۰ است.